# Aizecourt-le-Haut
Aizecourt-le-Haut és un municipi francès situat al departament del Somme i a la regió dels Alts de França. L'any 2007 tenia 89 habitants.

## Demografia

### Població
El 2007 la població de fet d'Aizecourt-le-Haut era de 89 persones. Hi havia 32 famílies de les quals 4 eren unipersonals (4 homes vivint sols), 8 parelles sense fills, 12 parelles amb fills i 8 famílies monoparentals amb fills.

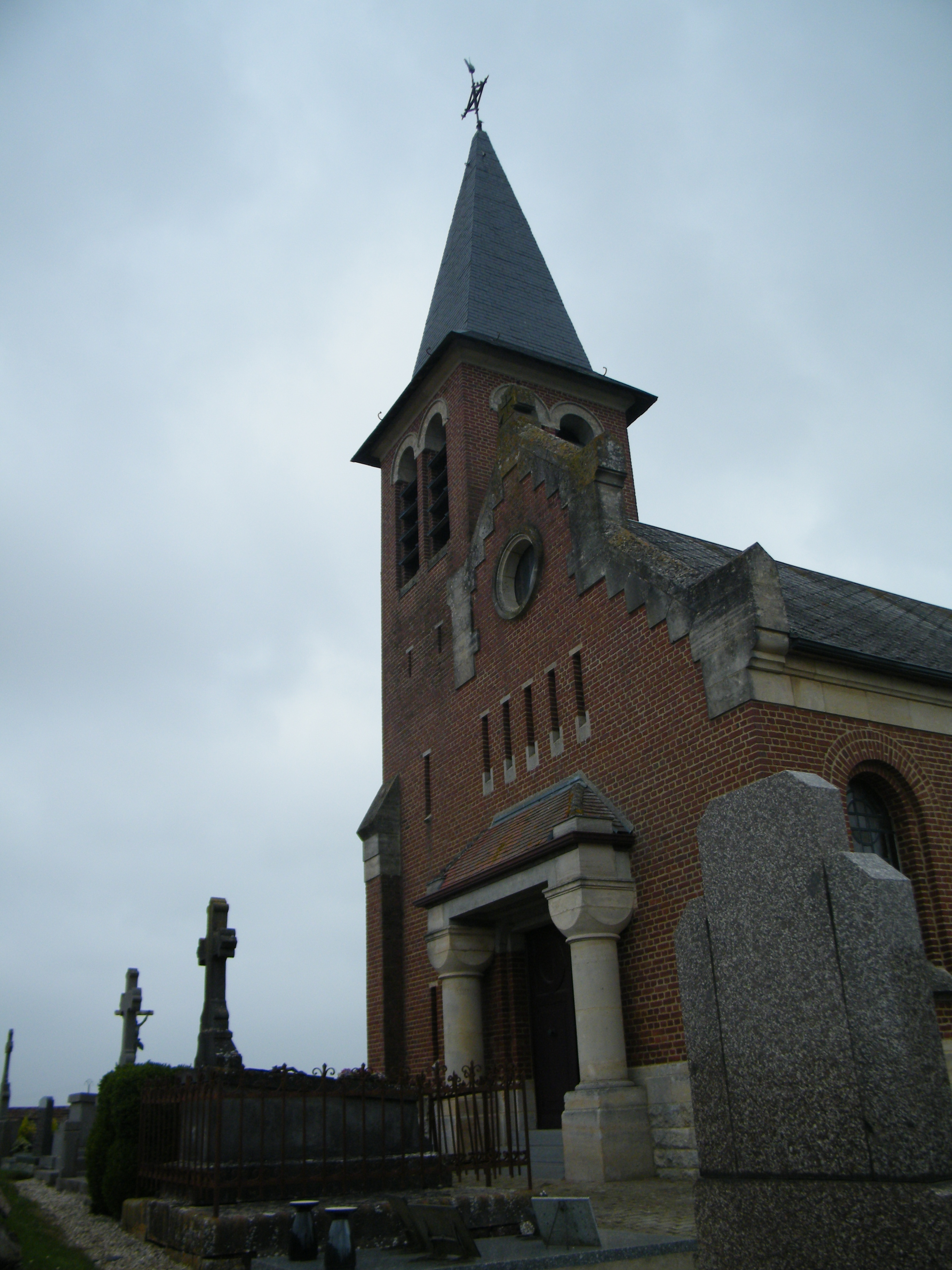

La població ha evolucionat segons el següent gràfic:
Habitants censats

### Habitatges
El 2007 hi havia 37 habitatges, 33 eren l'habitatge principal de la família, 1 era una segona residència i 3 estaven desocupats. 34 eren cases i 3 eren apartaments. Dels 33 habitatges principals, 23 estaven ocupats pels seus propietaris i 11 estaven llogats i ocupats pels llogaters; 2 tenien tres cambres, 10 en tenien quatre i 22 en tenien cinc o més. 29 habitatges disposaven pel capbaix d'una plaça de pàrquing. A 14 habitatges hi havia un automòbil i a 19 n'hi havia dos o més.

### Piràmide de població

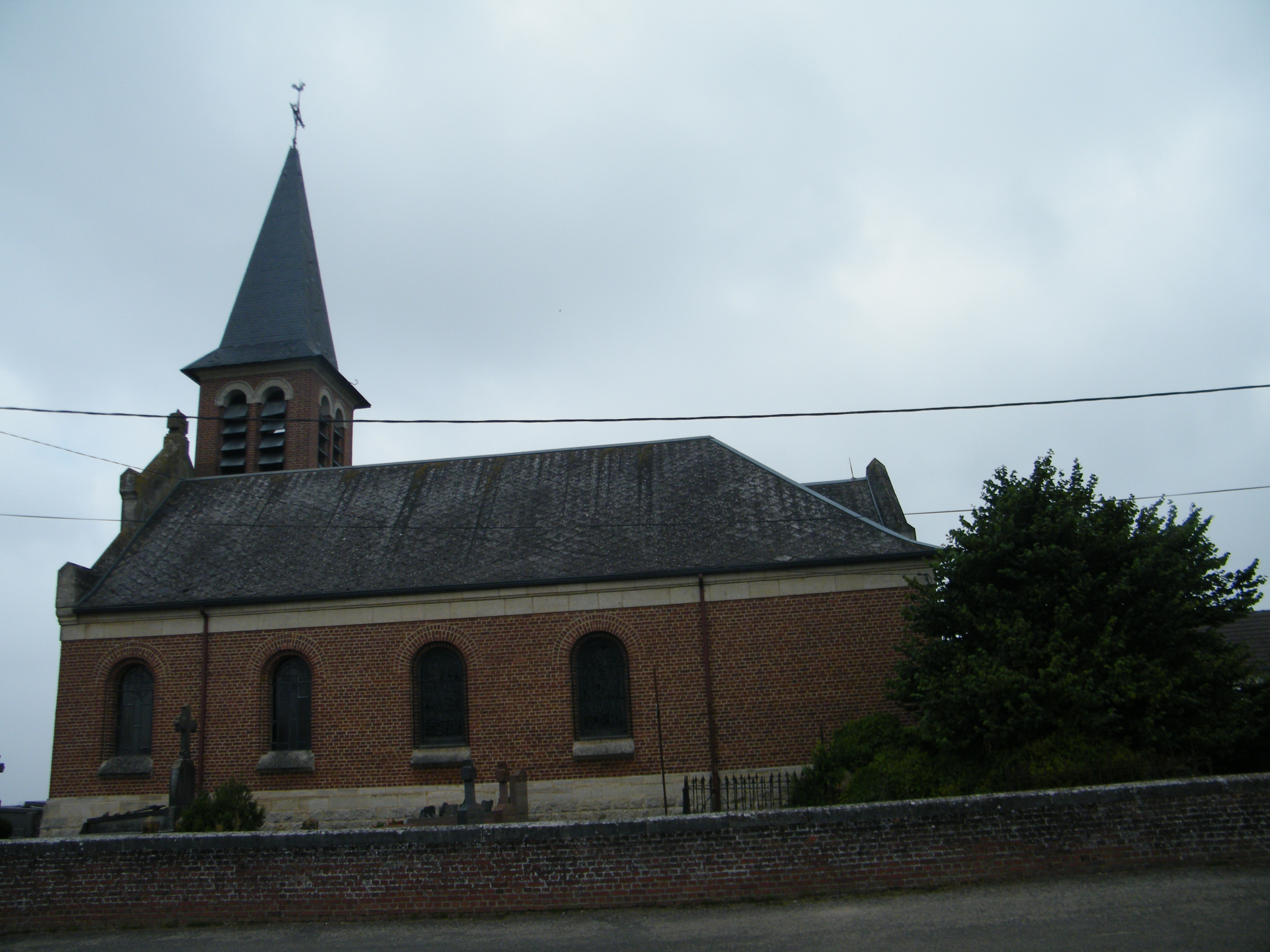

La piràmide de població per edats i sexe el 2009 era:
| Homes | Edats   | Dones |
| ----- | ------- | ----- |
| 0     | 95 o +  | 0     |
| 0     | 90 a 94 | 0     |
| 0     | 85 a 89 | 0     |
| 0     | 80 a 84 | 4     |
| 4     | 75 a 79 | 0     |
| 0     | 70 a 74 | 4     |
| 0     | 65 a 69 | 0     |
| 0     | 60 a 64 | 0     |
| 0     | 55 a 59 | 0     |
| 4     | 50 a 54 | 0     |
| 0     | 45 a 49 | 4     |
| 4     | 40 a 44 | 8     |
| 4     | 35 a 39 | 4     |
| 4     | 30 a 34 | 4     |
| 4     | 25 a 29 | 4     |
| 0     | 20 a 24 | 0     |
| 4     | 15 a 19 | 0     |
| 4     | 10 a 14 | 8     |
| 4     | 5 a 9   | 8     |
| 0     | 0 a 4   | 4     |

## Economia
El 2007 la població en edat de treballar era de 64 persones, 47 eren actives i 17 eren inactives. De les 47 persones actives 44 estaven ocupades (22 homes i 22 dones) i 3 estaven aturades (1 home i 2 dones). De les 17 persones inactives 5 estaven jubilades, 6 estaven estudiant i 6 estaven classificades com a «altres inactius».
Activitats econòmiques
Dels 3 establiments que hi havia el 2007, 1 era d'una empresa de construcció, 1 d'una empresa immobiliària i 1 d'una empresa de serveis.
L'únic servei als particulars que hi havia el 2009 era una fusteria.
L'any 2000 a Aizecourt-le-Haut hi havia 3 explotacions agrícoles que ocupaven un total de 498 hectàrees.

## Equipaments sanitaris i escolars
El 2009 hi havia una escola maternal.

## Poblacions més properes
El següent diagrama mostra les poblacions més properes.